# Lars Levi Læstadius
Lars Levi Læstadius (Jäckvik, 1º ottobre 1800 – Pajala, 21 febbraio 1861) è stato un pastore luterano, scrittore e botanico svedese di origini sami.
A partire dagli anni '40 dell'800 diventa il leader del Læstadianesimo, movimento religioso da lui stesso fondato.
Durante le sue spedizioni approfondì la conoscenza delle specie botaniche della Svezia e della Lapponia, descrivendo accuratemente numerose specie, alcune delle quali da lui stesso traggono il nome:
- Salix laestadiana
- Carex laestadii
- Papaver laestadianum

La sua figura ha ispirato il protagonista omonimo del romanzo Cucinare un orso dello scrittore svedese Mikael Niemi.